# Golden Earring

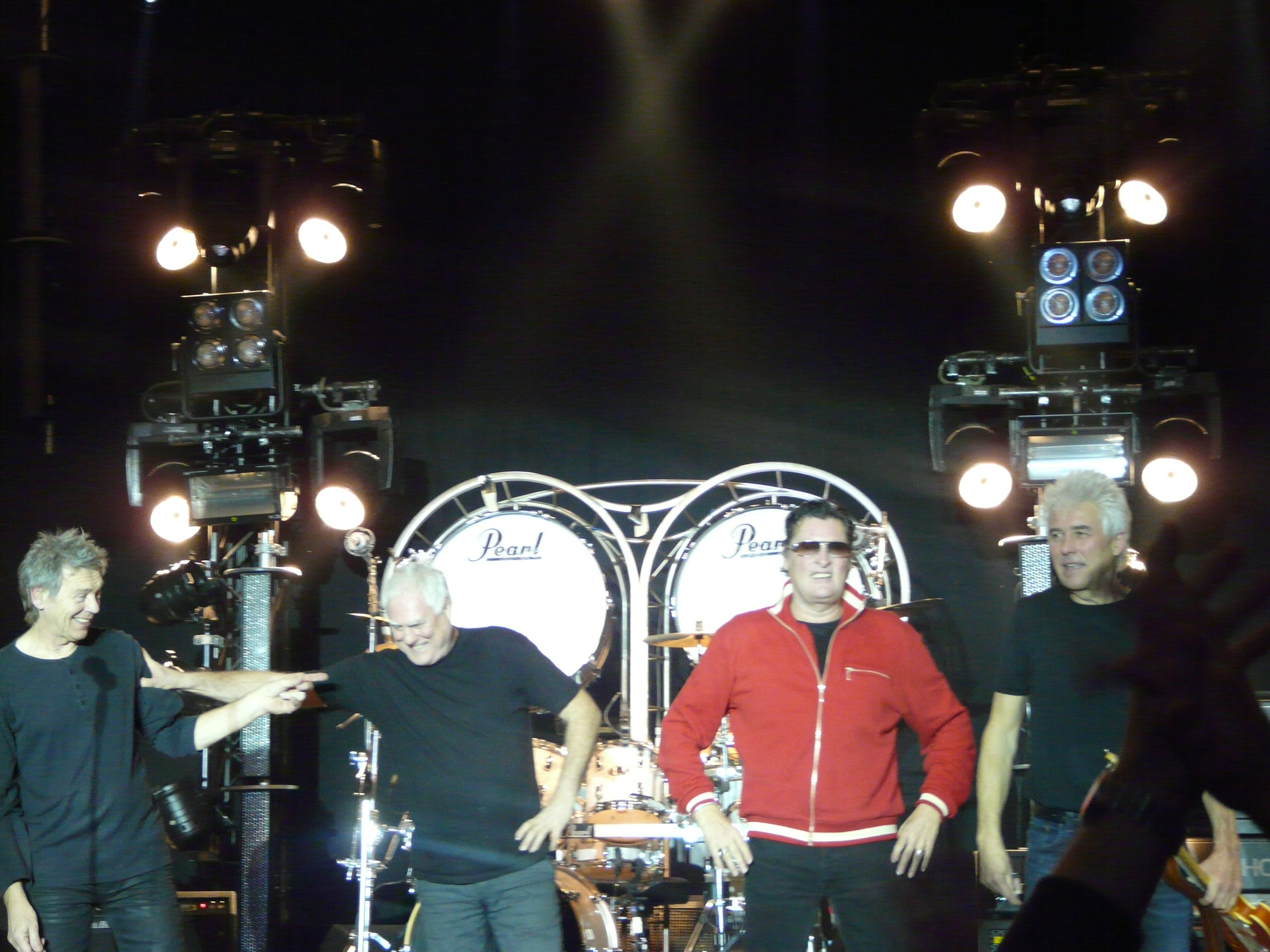
Golden Earring на сцене

Golden Earring (с англ. — «Золотая серьга») — рок-группа, образованная в 1961 году в Гааге, Южная Голландия, первоначально (и до 1969 года) под названием The Golden Earrings. Golden Earring начинали как бит- и поп-группа, но постепенно утяжеляли и усложняли звучание; в годы наибольшего успеха ансамбль исполнял хард-рок с элементами прогрессив. Международный успех Golden Earring принесли хиты «Radar Love» (1973), «Twilight Zone» (1982) и «When The Lady Smiles» (1984). Группа, выпустившая у себя на родине более 40 хит-синглов и более 30 альбомов с платиновым статусом, прекратила свое существование в 2021 году.

## История группы

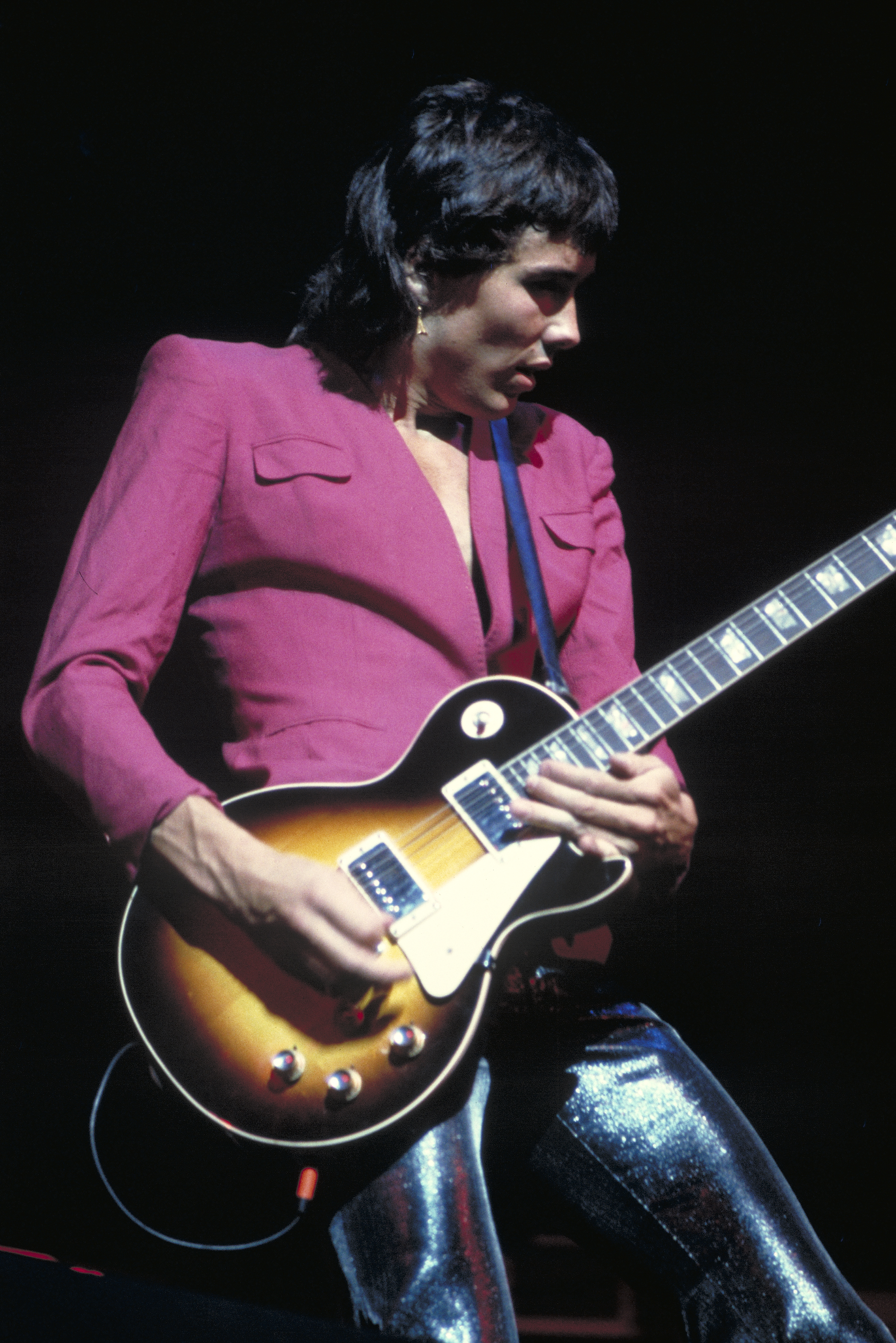
Джордж Койманс, гитара, 1974 г.

Свою первую группу двое школьных друзей из Гааги, гитарист Джордж Койманс (1948—2025) и бас-гитарист Ринус Герритсен (Маринус Герритсен, род. 1946), основали в 1961 году. Состав под названием The Tornadoes, в который вошли также гитарист Ханс Ван Херверден и барабанщик Фред Ван Дер Хильст, играл инструментальную бит-музыку в стиле The Shadows. В 1964 году группа сменила название — на The Golden Ear-rings. В 1965 году состав (где помимо Койманса и Герритсена играли теперь Франц Крассенбург, гитарист Питер де Понде и ударник Яап Эггермонт) дебютировал с альбомом Just Earrings, в котором ощущалось влияние The Kinks и The Zombies. Сингл Please Go (1965) вошел в первую голландскую десятку, последовавший за ним That Day поднялся до #2, уступив лишь битловской Michelle. После выхода второго альбома Winter-Harvest (1966) Крассенбурга заменил Барри Хэй (род. 16 августа 1948, Файзабад, Индия), вскоре коллектив покинул Де Понде. Музыка группы стала обогащаться мотивами психоделик- и арт-рока. В 1968 году Golden Earrings впервые возглавили голландские чарты с синглом Dong-Dong-Di-Ki-Di-Gi-Dong. Успех также имел последовавший затем альбом Eight Miles High.
Сократив название до Golden Earring и введя в состав Сезара Зёйдервейка (экс-Livin’ Blues); он заменил Эггермонта), группа перешла к исполнению мелодичного хард-рока, насыщенного звучанием клавишных и духовых инструментов. В числе музыкантов, побывавших в составе группы в начале 70-х годов, были ударник Сиб Уорнер, гитарист Элко Геллинг (бывший участник Cuby + Blizzards) и саксофонист Бертус Боргерс. В 1972 году Golden Earring провели в качестве «разогревщиков» европейский тур с The Who, после чего заключили контракт с (принадлежавшим менеджерам последних) лейблом Track Records, который выпустил Hearing Earring, компиляцию голландских синглов, позволившую группе совершить первый коммерческий прорыв в Англии. Здесь же вышел альбом Moontan, который многие считают сильнейшим в истории группы. Изданная синглом песня Radar Love стала международным хитом (вошла в британскую десятку и поднялась до #13 в списках журнала Billboard). Группа провела несколько гастролей по США (сопровождая, в частности, Doobie Brothers, J. Geils Band, Santana), после чего сосредоточила свою деятельность на европейском континенте.
К концу 70-х годов Golden Earring сократились до квартета; популярность группы стала падать. Интерес к её творчеству в 1982 году подогрел альбом Cut, сингл из которого, Twilight Zone, стал хитом в США и возглавил нидерландские чарты. За успешными американскими гастролями последовал выпуск ещё одного хит-сингла, When The Lady Smiles. Песня «Radar Love» обрела второе рождение в 1989 году, когда её перепела хард-рок/глэм-метал-группа White Lion. Всё это время участники основного состава группы записывались в Европе как сольные исполнители.
В 1992 году Golden Earring выпустили акустический концертный альбом The Naked Truth, в 1995 — сборник кавер-версий Love Sweat. В свою очередь, в числе коллективов, делавших каверы на песни Golden Earring, были — (помимо White Lion), Godz («Candy’s Going Bad»), Iron Maiden («Kill Me Ce Soir») и Ария («Беспечный ангел» на песню «Going to the Run»).
В конце 90-х группа продолжала записываться и гастролировать, в начале тысячелетия выпустив сборник Last Blast Of The Century.
В 2008 году солист Барри Хэй совместно с нидерландским джазовым коллективом выпустил альбом «Barry Hay Big Band Theory». DVD записано там же где и Naked III — в амстердамском клубе «Panama».
11 мая 2012 года вышел новый студийный альбом группы Tits’n’Ass. Он выдержан в лучших традициях группы 70-х годов. За первую же неделю продаж (19 мая) он поднялся на 1 место в нидерландском хит-параде, а сингл с него Still Got Keys to My Cadillac добрался до #17 .
5 февраля 2021 года было объявлено о роспуске группы, в связи с болезнью Джорджа Койманса (боковой амиотрофический склероз). В июле 2025 года Джордж Койманс скончался.

## Дискография
- 1965 Just Earrings
- 1966 Winter-Harvest
- 1967 Miracle Mirror
- 1968 On the Double (двойной альбом)
- 1969 Eight Miles High
- 1970 Golden Earring (aka Wall of Dolls)
- 1971 Seven Tears
- 1972 Together
- 1973 Moontan
- 1975 Switch
- 1975 To the Hilt
- 1976 Contraband (в США — «Mad Love»)
- 1977 Live (двойной альбом)
- 1978 Grab It for a Second
- 1979 No Promises…No Debts
- 1980 Prisoner of the Night
- 1981 2nd Live
- 1982 Cut
- 1984 N.E.W.S.
- 1984 Something Heavy Going Down (live)
- 1986 The Hole
- 1989 Keeper of the Flame
- 1991 Bloody Buccaneers
- 1992 The Naked Truth (unplugged)
- 1994 Face It
- 1995 Love Sweat
- 1997 Naked II (unplugged)
- 1999 Paradise in Distress
- 2000 Last Blast of the Century (live)
- 2003 Millbrook U.S.A.
- 2005 Naked III, Live at the Panama (unplugged live)
- 2006 Live In Ahoy
- 2012 Tits'n Ass
- 2015 The Hague (EP)

### Компиляции
- 1968 Greatest Hits (Polydor)
- 1970 The Best of Golden Earring (US)
- 1973 Hearing Earring
- 1977 Story
- 1981 Greatest Hits, Vol. 3
- 1988 The Very Best, Vol. 1
- 1988 The Very Best, Vol. 2
- 1989 The Continuing Story of Radar Love
- 1992 Radar Love
- 1994 Best of Golden Earring (Europe)
- 1998 The Complete Naked Truth
- 1998 70s & 80s, Vol. 35
- 2000 Greatest Hits
- 2001 Devil Made Us Do It: 35 Years
- 2002 Singles 1965—1967
- 2002 Bloody Buccaneers/Face It
- 2003 3 Originals